# Broward College
Broward College, voorheen ook bekend onder de namen Junior College of Broward County, Broward Junior College en tot 2008 Broward Community College, is een Amerikaanse college in Fort Lauderdale (Broward County) in de staat Florida. De college maakt deel uit van de Florida College System.
Broward College werd opgericht in 1959 en stond de eerste jaren onder voorzitterschap van Joe B. Rushing. Het is een zogenaamde state college wat betekent dat het een groter aantal vierjarige bacheloropleidingen levert dan de traditionele colleges.

## Campussen
Broward College kent tegenwoordig negen campussen en onderwijscentra:
- A. Hugh Adams Central Campus
- Judson A. Samuels South Campus
- North Campus
- Willis Holcombe Center
- Institute for Economic Development
- Pines Center
- Weston Center
- Broward College Maroone Automotive Training Center at Miramar
- Tigertail Lake Center

## Verbonden

### Als student
- Rita Mae Brown (1944), schrijfster van romans en filmscenario's
- Drake Hogestyn (1953-2024), soapacteur
- Marilyn Manson (1969), leadzanger van de gelijknamige band Marilyn Manson

### Eredoctoraat
- Tenzin Gyatso (1935), veertiende dalai lama